# Brizola Neto
Carlos Daudt Brizola, más conocido como Brizola Neto (Porto Alegre, 11 de octubre de 1978), es un político brasileño.
Presidente del directorio municipal y expresidente nacional de la Juventud Socialista del PDT (2005-07). Es nieto de Leonel Brizola, exgobernador de Río de Janeiro y de Río Grande del Sur, y hermano de Leonel Brizola Neto, concejal de Río de Janeiro, y de Juliana Brizola, Diputada Provincial de Río Grande del Sur.

## Infancia y juventud
Cuando nació Brizola Neto en 1978, su abuelo, Leonel Brizola, en el exilio, recibía el ultimátum para dejar Uruguay. Por parte de padre, es sobrino-nieto del expresidente João Goulart. Por parte de madre, es nieto del capitán de la aeronáutica Alfredo Daudt, uno de los que impidieron el despegue de los aviones de la FAB para bombardear el Palacio Piratini, en la Campaña de la Legalidad de 1961.
Se trasladó con su familia a Río de Janeiro en 1982, cuando su abuelo Leonel Brizola fue elegido para el gobierno fluminense. A los 16 años, Brizola Neto trabajó como secretario particular del abuelo.

## Vida política
Electo concejal en 2004, Brizola Neto asume su primer mandato parlamentario como concejal en la Cámara Municipal de Río de Janeiro en 2005. En los dos años de mandato, presentó varios proyectos, como el que fijaba un tiempo de atención en las oficinas bancarias o el que proponía eliminar los escalones en los autobuses.
Electo diputado federal a finales de 2006, con 62.091 votos, Brizola Neto asumió el mandato el 1 de febrero de 2007. En su primer mandato como diputado federal por el Estado de Río de Janeiro, en el período de 2006 a 2010, Brizola Neto se hizo notar como uno de los 100 diputados más activos del Congreso Nacional. En 2009 y 2010, integró la lista del DIAP como uno de los parlamentarios con más proposiciones legislativas de Brasil.
Fue el relator del proyecto que creaba el sistema de acreditación en los cursos de graduación, para evitar el tiempo de espera en el largo proceso de reconocimiento de diplomas en el área del Mercosur.  En las elecciones de 2010, obtuvo 55.564 votos, y actuó como diputado Federal en algunos momentos durante la legislatura, ya que asumió cargos en el Gobierno Federal. En las elecciones de 2014, obtuvo 23.720 votos; aun así permaneció en la suplencia de diputado federal del PDT-RJ.

### Ministerio de Trabajo y Empleo
El 30 de abril de 2012 fue anunciado por la presidencia de la República como nuevo ministro de Trabajo y Empleo, tomando posesión el 3 de mayo de 2012. Once meses después, el 15 de marzo de 2013, el Palacio del Planalto anunció la salida de Brizola Neto del cargo de ministro del Trabajo y Empleo. En su lugar entró Manoel Dias, entonces secretario general del PDT y presidente del partido en Santa Catarina.